# Bukovany, Benešov
Bukovany là một làng thuộc huyện Benešov, vùng Středočeský, Cộng hòa Séc.